# Чужков, Максим Александрович
Макси́м Алекса́ндрович Чужко́в  (род. 11 апреля 1987, Куйбышев) — российский игрок в пляжный футбол, вратарь. Двукратный победитель Евролиги в Катании, лучший вратарь Суперфинала Евролиги-2017. Чемпион мира 2021 года, бронзовый призер чемпионата мира 2019 года.

## Биография
В 2007 году провёл два неполных матча во втором дивизионе за «Юнит» Самара, пропустил три гола.
Первой командой в пляжном футболе были самарские «Крылья Советов». В 2012 году он перешёл в «Ротор» (Волгоград), где стал чемпионом страны. Затем продолжил свою карьеру в «Локомотиве», где выиграл свой второй титул, став чемпионом России. Выступает за клуб «Кристалл» Санкт-Петербург, с которым выиграл свой третий титул чемпиона России.

## Карьера в сборной
За сборную России дебютировал в 2014 году. Дважды выиграл Евролигу. Лучший вратарь Суперфинала 2017 года.

## Достижения
Клубные
Чемпионат России по пляжному футболу
- Чемпион (7): 2014, 2017, 2018, 2019, 2021, 2022, 2023
- Серебряный призёр: 2013
- Бронзовый призёр (4): 2011, 2015, 2016, 2020

Кубок России по пляжному футболу
- Победитель (7): 2014, 2016, 2018, 2019, 2020, 2021, 2022
- Бронзовый призёр (2): 2013, 2017

Суперкубок России по пляжному футболу
- Победитель: 2018

Клубный Мундиалито по пляжному футболу
- Победитель: 2017

Euro Winners Cup
- Победитель (2): 2020, 2021
- Серебряный призёр: 2018
- Бронзовый призёр: 2017

Open Beach Soccer League
- Чемпион: 2014

Inter Cup
- Победитель (2): 2018, 2023
- Серебряный призёр: 2019
- Бронзовый призёр: 2022

В сборной
Чемпионат мира по пляжному футболу
- Чемпион: 2021
- Бронзовый призёр: 2019

Кубок Европы по пляжному футболу
- Бронзовый призёр (2): 2014, 2016

Евролига по пляжному футболу
- Чемпион (2): 2014, 2017
- Серебряный призёр: 2019
- Бронзовый призёр (2): 2015, 2016

Межконтинентальный кубок по пляжному футболу
- Серебряный призёр (2): 2014, 2018
- Бронзовый призёр: 2016

Inter Cup
- Победитель: 2021

Индивидуальные
- Лучший вратарь чемпионата России (4): 2011 (зима), 2014, 2022, 2023
- Лучший вратарь Суперфинала Евролиги 2017 года
- Лучший вратарь Евролиги 2019 года
- Лучший вратарь Планеты 2019 года
- Лучший вратарь Inter Cup (ю2023 года